# Dark (serie televisiva)
Dark, conosciuta anche come I segreti di Winden, è una serie televisiva tedesca del 2017 di genere drammatico, thriller e fantascientifico, creata da Baran bo Odar e Jantje Friese.
La trama è basata sul principio di autoconsistenza: molti personaggi sono in grado di spostarsi attraverso il tempo, ma non sono tuttavia in grado di modificare il loro destino, né quello degli altri; il passato, in quanto tale, è immutabile; la volontà dei singoli è dunque piegata al procedere del tempo, e anche quando si viaggia nel tempo non si può fare altro che assecondare gli eventi per come si sono svolti secondo il paradosso della predestinazione.

## Trama
Winden, 2019. La scomparsa di un ragazzo in una cittadina tedesca, che ospita una centrale nucleare, e le conseguenti ricerche, porteranno alla luce misteri e oscuri segreti, rivelando i rapporti ed il passato di quattro famiglie che vi abitano e attorno alle quali ruotano le varie vicende: i Kahnwald, i Nielsen, i Doppler e i Tiedemann. Mentre la polizia svolge le indagini riguardanti la sparizione, accadono strani fenomeni, come la morte inspiegabile di numerosi uccelli e impulsi elettrici che fanno saltare la corrente in tutta la cittadina. Inoltre, alcune persone si ricordano come 33 anni prima successe la stessa cosa, quando il piccolo Mads Nielsen scomparve misteriosamente a soli 13 anni, senza lasciar tracce.
La prima stagione inizia nel 2019, ma si espande ulteriormente su tre piani temporali principali fino a includere il 1986 e il 1953 attraverso un viaggio nel tempo, quando i membri delle famiglie principali della serie vengono a conoscenza di un cunicolo spazio-tempo nel sistema di grotte che si trovano sotto la centrale nucleare locale.
La seconda stagione prosegue i tentativi delle famiglie di riunirsi con i propri cari scomparsi diversi mesi dopo il finale della prima stagione, rispettivamente nel 2020, nel 1987 e nel 1954. Ulteriori trame sono ambientate nel futuro 2053 e nel 1921. La seconda stagione introduce Sic Mundus Creatus Est, una fazione importante nella battaglia in corso per il destino finale degli abitanti di Winden e del mondo. La stagione segna il conto alla rovescia per l'apocalisse che sarà causata da un'esplosione misteriosa nella centrale nucleare.
La terza stagione segue le quattro famiglie attraverso il tempo, in seguito all'apocalisse del 2020, e introduce un mondo parallelo legato al primo con gli stessi personaggi cui la vita ha dato però destini diversi e che agiscono non solo tra i diversi piani temporali, ma anche fra i due mondi. La stagione prosegue le trame del 1954, 1987, 2020 e 2053 nel primo mondo, aggiungendo anche una nuova trama del 1888 e due trame del 2019 e del 2052 nel secondo mondo. La stagione presenta anche gli eventi principali di tutti questi anni e fornendo anche dei retroscena per gli eventi delle prime due stagioni.

## Episodi
| Stagione         | Episodi | Pubblicazione Germania | Pubblicazione Italia |
| ---------------- | ------- | ---------------------- | -------------------- |
| Prima stagione   | 10      | 2017                   | 2017                 |
| Seconda stagione | 8       | 2019                   | 2019                 |
| Terza stagione   | 8       | 2020                   | 2020                 |

## Personaggi e interpreti

### Famiglia Kahnwald
- Jonas Kahnwald, è il figlio di Michael e di Hannah e protagonista della serie. È interpretato da:
  - Louis Hofmann (nel 2019), doppiato da Stefano Broccoletti.
  - Andreas Pietschmann (lo straniero), doppiato da Christian Iansante.
  - Dietrich Hollinderbäumer (Adam), doppiato da Christian Iansante.
- Michael Kahnwald (2019, adulto), interpretato da Sebastian Rudolph, doppiato da Alberto Bognanni. È il marito di Hannah e il padre di Jonas. Si suicida nel primo episodio, dando inizio alla storia il 21 giugno 2019. Prima di diventare Michael Kahnwald nel 1986, è anche Mikkel Nielsen nel 2019.
- Hannah Kahnwald, è la madre di Jonas e la moglie di Michael. È da sempre innamorata di Ulrich Nielsen. È interpretata da: 
  - Maja Schöne (nel 2019, adulta), doppiata da Benedetta Degli Innocenti.
  - Ella Lee (nel 1986, ragazza), doppiata da Chiara Fabiano.
- Ines Kahnwald, madre adottiva di Michael e nonna di Jonas. È interpretata da: 
  - Angela Winkler (nel 2019, anziana), doppiata da Aurora Cancian.
  - Anne Ratte-Polle (nel 1986, adulta), doppiata da Aurora Cancian.
  - Lena Urzendowsky (nel 1953, ragazza), doppiata da Chiara Angeletti.

### Famiglia Nielsen
- Ulrich Nielsen, è il marito di Katharina e il padre di Magnus, Martha e Mikkel. È interpretato da:
  - Oliver Masucci (nel 2019, adulto), doppiato da Massimo Lodolo.
  - Ludger Bökelmann (nel 1986, ragazzo), doppiato da Alex Polidori.
  - Winfried Glatzeder (anziano), doppiato da Massimo Lodolo.
- Katharina Nielsen. È interpretata da:
  - Jördis Triebel (nel 2019, adulta), doppiata da Sabrina Duranti.
  - Nele Trebs (nel 1986, ragazza), doppiata da Ludovica Bebi.
- Magnus Nielsen. È interpretato da:
  - Moritz Jahn (nel 2019, ragazzo), doppiato da Simone Veltroni.
  - Wolfram Koch (nel 1921, adulto), doppiato da Alessandro Budroni.
- Martha Nielsen (nel 2019, ragazza), interpretata da Lisa Vicari, doppiata da Veronica Puccio.
- Mikkel Nielsen (nel 2019, ragazzo), interpretato da Daan Lennard Liebrenz, doppiato da Gabriele Meoni.
- Agnes Nielsen, è la madre di Tronte e nonna di Ulrich, figlia di Bartosz e Siljia, e sorella di Noah. È interpretata da:
  - Antje Traue (nel 1953, adulta), doppiata da Irene Di Valmo.
  - Helena Pieske (nel 1921, ragazza).
- Tronte Nielsen, padre di Ulrich. È interpretato da:
  - Walter Kreye (nel 2019, anziano), doppiato da Eugenio Marinelli.
  - Felix Kramer (nel 1986, adulto), doppiato da Eugenio Marinelli.
  - Joshio Marlon (nel 1953, ragazzo), doppiato da Francesco Aimone.
- Jana Nielsen, madre di Ulrich, interpretata da:
  - Tatja Seibt (nel 2019, anziana), doppiata da Sonia Scotti.
  - Anne Lebinsky (nel 1986, adulta), doppiata da Rachele Paolelli.
  - Rike Sindler (nel 1953, ragazza).
- Hélène Albers, madre di Katharina, interpretata da:
  - Katharina Spiering (nel 1987, adulta)
  - Mariella Josephine Aumann (nel 1954, ragazza)

### Famiglia Doppler
- Peter Doppler, marito di Charlotte e padre di Franziska ed Elisabeth, è interpretato da:
  - Stephan Kampwirt (nel 2019, adulto), doppiato da Stefano Benassi.
  - Pablo Striebeck (nel 1987, ragazzo)
- Charlotte Doppler, figlia di Noah ed Elisabeth, e madre di Elisabeth e Franziska, è interpretata da:
  - Karoline Eichhorn (nel 2019, adulta), doppiata da Roberta Pellini.
  - Stephanie Amarell (nel 1986, ragazza), doppiata da Costanza Di Giacomo.
- Franziska Doppler è interpretata da:
  - Gina Stiebitz (nel 2019, ragazza), doppiata da Emanuela Ionica.
  - Carina Wiese (nel 1921, adulta).
- Elisabeth Doppler è interpretata da:
  - Carlotta von Falkenhayn (nel 2019, ragazza).
  - Sandra Borgmann (nel 2053, adulta).
- Helge Doppler, padre di Peter, è interpretato da:
  - Hermann Beyer (nel 2019, anziano), doppiato da Gerolamo Alchieri.
  - Peter Schneider (nel 1986, adulto), doppiato da Gerolamo Alchieri.
  - Tom Philipp (nel 1953, ragazzo), doppiato da Emanuele Suarez.
- Bernd Doppler, è interpretato da:
  - Michael Mendl (nel 1986, anziano), doppiato da Franco Zucca.
  - Anatole Taubman (nel 1953, adulto), doppiato da Franco Zucca.
- Greta Doppler (nel 1953, adulta), madre di Helge, interpretata da Cordelia Wege, doppiata da Valeria Vidali.

### Famiglia Tiedemann
- Regina Tiedemann, moglie di Aleksander, madre di Bartosz, figlia di Claudia, nipote di Egon e Doris, è interpretata da:
  - Deborah Kaufmann (nel 2019, adulta), doppiata da Emilia Costa.
  - Lydia Maria Makrides (nel 1986, ragazza), doppiata da Elena Liberati.
- Aleksander Tiedemann, è interpretato da:
  - Peter Benedict (nel 2019, adulto), doppiato da Pasquale Anselmo.
  - Béla Gabor Lenz (nel 1986, ragazzo).
- Bartosz Tiedemann, marito di Silja e padre di Noah ed Agnes, è interpretato da:
  - Paul Lux (nel 2019, ragazzo), doppiato da Davide Capone.
  - Roman Knizka (nel 1921, adulto), doppiato da Emiliano Ragno.
- Claudia Tiedemann, è interpretata da: 
  - Lisa Kreuzer (anziana), doppiata da Isabella Pasanisi.
  - Julika Jenkins (nel 1986, adulta), doppiata da Isabella Pasanisi.
  - Gwendolyn Göbel (nel 1953, ragazza), doppiata da Allegra Trenta.
- Egon Tiedemann, padre di Claudia con Doris, e di Silja con Hannah Kahnwald, è interpretato da:
  - Christian Pätzold (nel 1986, anziano), doppiato da Bruno Alessandro.
  - Sebastian Hülk (nel 1953, adulto), doppiato da Simone D'Andrea.
- Doris Tiedemann (nel 1953, adulta), interpretata da Luise Heyer, doppiata da Lavinia Cipriani.

### Parenti di altri personaggi
- Hanno Tauber/Noah, figlio di Bartosz e Silja, fratello di Agnes Nielsen e padre di Charlotte Doppler, è interpretato da:
  - Mark Waschke (nel 1953, 1986, 2019; adulto), doppiato da Leonardo Graziano.
  - Max Schimmelpfennig (nel 1921, ragazzo).
- Silja Tiedemann, figlia di Hannah ed Egon, sorellastra di Jonas (dalla parte della madre) e di Claudia (dalla parte del padre), moglie di Bartosz, madre di Noah e Agnes, è interpretata da:
  - Aurora Dervisi (nel 1888, bambina)
  - Lea van Acken (nel 2052 e nel 1888; ragazza), doppiata da Elena Perino.
  - Lissy Pernthaler (nel 1888, adulta)
- Lo Sconosciuto (noto anche come "l'origine" o "∞"), figlio di Jonas e Martha, interpretato da:
  - Claude Heinrich (ragazzo)
  - Jakob Diehl (adulto), doppiato da Emiliano Coltorti.
  - Hans Diehl (anziano)
  - Eva, la versione alternativa di Martha Nielsen, è interpretata da:
    - Lisa Vicari (nel 2020, ragazza), doppiata da Veronica Puccio.
    - Nina Kronjäger (nel 2052, adulta), doppiata da Francesca Fiorentini.
    - Barbara Nüsse (nel 2020, anziana), doppiata da Lorenza Biella.
- H.G. Tannhaus, è interpretato da:
  - Arnd Klawitter (nel 1953, adulto), doppiato da Gabriele Lopez.
  - Christian Steyer (nel 1986, anziano), doppiato da Giorgio Lopez.

### Altri personaggi
- Torben Wöller (nel 2019), interpretato da Leopold Hornung, doppiato da Guido Di Naccio.
- Bernadette Wöller (nel 2019), interpretata da Anton Rubtsov, doppiata da Francesco Monachesi. È una prostituta transessuale sorella di Torben Wöller, che intrattiene una relazione segreta con Peter Doppler.
- Clausen (nel 2020), interpretato da Sylvester Groth, doppiato da Stefano De Sando.
- Erik Obendorf (nel 2019), interpretato da Paul Radom. È il ragazzo che viene rapito all'inizio della prima stagione.
- Jurgen Obendorf (nel 2019), interpretato da Tom Jahn, doppiato da Antonio Palumbo. È il padre di Erik.
- Ulla Obendorf (nel 2019), interpretata da Jennipher Antoni, doppiata da Daniela Abbruzzese. È la madre di Erik.
- Kilian Obendorf (nel 2019), interpretato da Sammy Scheuritzel e doppiato da Gabriele Vender. È il fratello di Erik e figlio di Jurgen e Ulla.
- Marek Tannhaus (1953), figlio di H.G. Tannhaus, interpretato da Merlin Rose, doppiato da Alessio Nissolino.
- Sonja Tannhaus (1953), moglie di Marek, interpretata da Svenja Jung.
- Charlotte Tannhaus (1953), nipote di H.G. Tannhaus.

## Diegesi
La serie mostra come i rapporti familiari e affettivi siano complessi e intricati, talvolta influenzati dal viaggio nel tempo. I seguenti diagrammi riassumono tali relazioni:

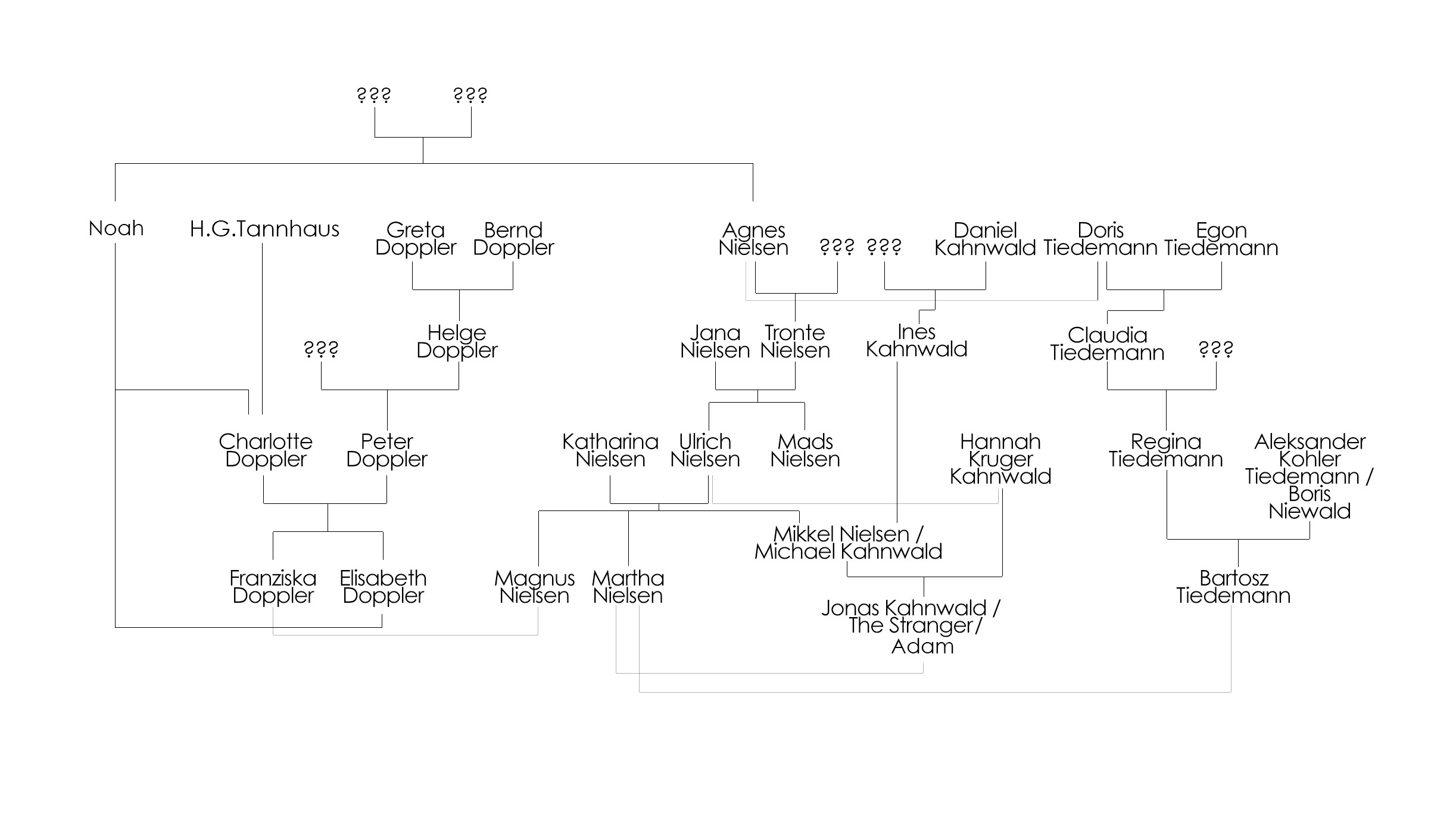
Albero Genealogico nella prima e seconda stagione.

Albero Genealogico nella terza stagione.

In questo diagramma vengono rappresentati i viaggi nel tempo:

Logica dei viaggi nel tempo e nello spazio di Martha e Jonas attraverso le tre stagioni.

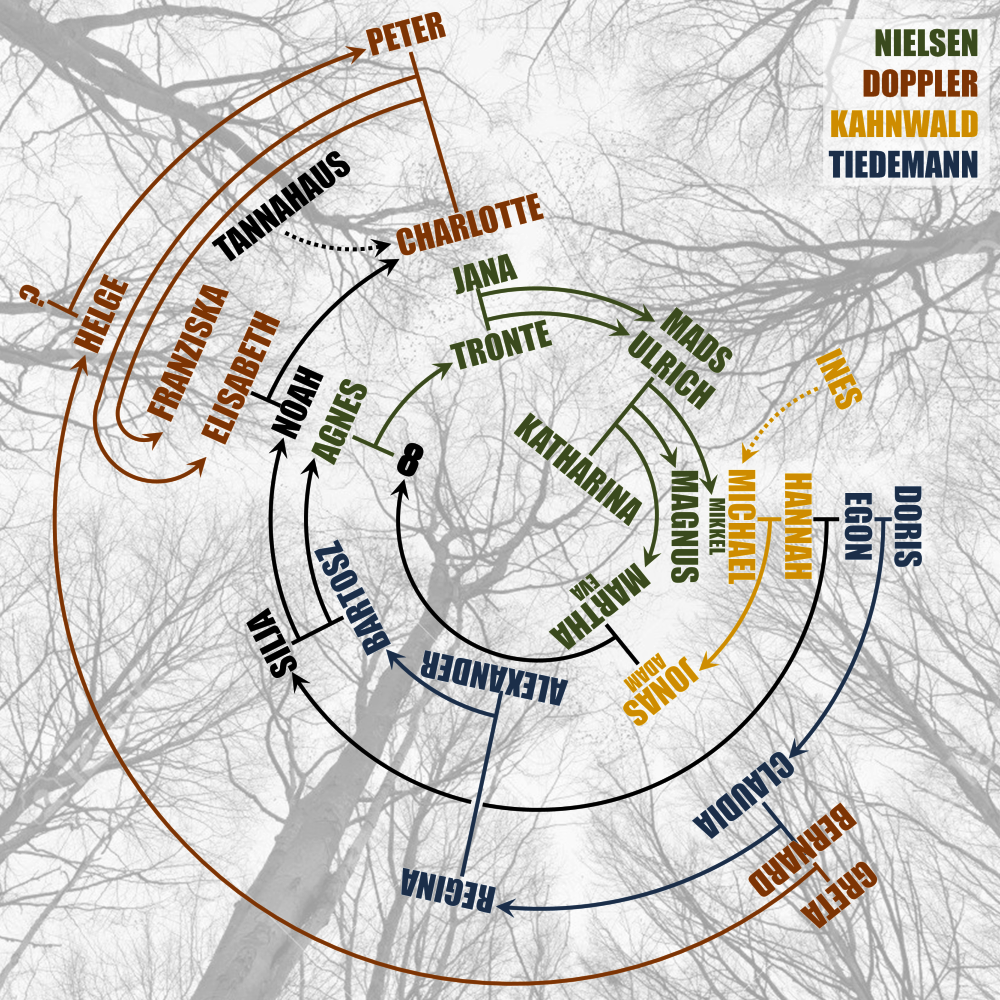
Albero genealogico circolare dei personaggi principali delle tre stagioni

## Produzione

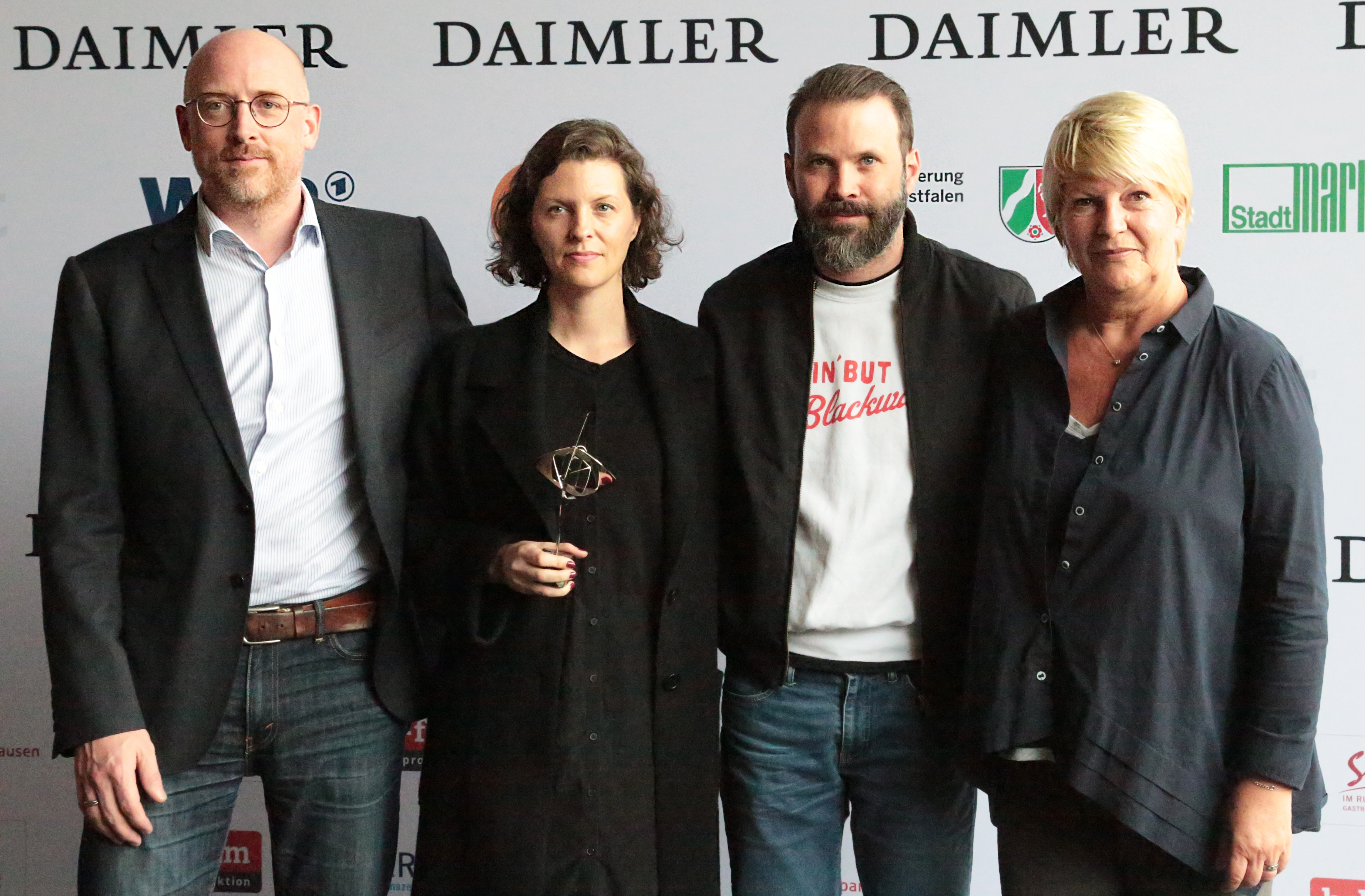
Lo scenografo Udo Kramer, la sceneggiatrice Jantje Friese, il regista Baran bo Odar e la direttrice del casting Simone Bär al Grimme Prize 2018.

L'idea per la serie è stata sviluppata da Jantje Friese e Baran bo Odar. Quest'ultimo ha assunto il ruolo di regista per tutti gli episodi, mentre Jantje Friese ha sviluppato la trama ed è stata l'autrice principale della sceneggiatura per tutti i 26 episodi. Coautori delle sceneggiature sono stati Marc O. Seng (sette episodi), Ronny Schalk , Martin Behnke (cinque episodi ciascuno) e Daphne Ferraro (due episodi).
Nel febbraio 2016 Netflix ha dato via libera alla realizzazione della prima stagione della serie composta da 10 episodi, in una fase in cui per la prima volta sviluppava nuovi progetti prodotti al di fuori degli Stati Uniti, e quindi non in inglese come lingua principale. Le riprese principali sono iniziate il 18 ottobre 2016 a Berlino e dintorni e sono proseguite fino alla fine di marzo 2017. Il 20 dicembre 2017 Netflix ha annunciato il rinnovo per una seconda stagione da 8 episodi le cui riprese sono iniziate il 25 giugno 2018 e pubblicata il 21 giugno 2019. Il 30 maggio 2019 è stata ufficializzata la produzione di una terza ed ultima stagione, le cui riprese sono iniziate il 24 giugno dello stesso anno e che è stata pubblicata il 27 giugno 2020.

### Riprese

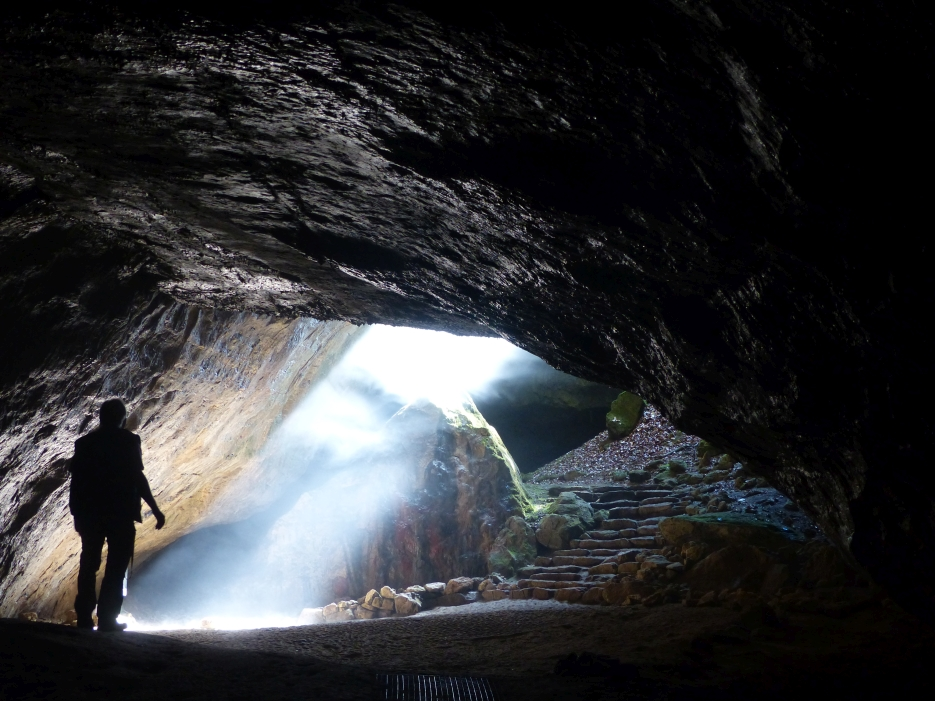
Grotta dell'Unicorno vicino a Scharzfeld

La maggior parte delle scene all'aperto è stata girata all'interno della Fahrtechnik Akademie di Kallinchen, vicino a Berlino, una ex area di addestramento militare della DDR, ora convertita in una struttura di esercitazione alla guida su diverse superfici stradali.
L'Einhornhöhle (grotta dell'unicorno) vicino a Scharzfeld nella regione dell'Harz meridionale è stata scelta come sfondo per le riprese all'interno della grotta e per alcune riprese esterne nella foresta. Altre riprese esterne e scene davanti all'ingresso della grotta e alla capanna nella foresta della famiglia Doppler sono state girate nella foresta tra Tremsdorf e Saarmund nel Brandeburgo.  L'ingresso della grotta è stato costruito nella posizione originale, mentre la maggior parte delle riprese interne sono state girate in studio. 

La chiesa in cui Jonas incontra Noah è stata girata al cimitero sud-occidentale di Stahnsdorf a Stahnsdorf . Le riprese del liceo sono state effettuate alla Reinfelder Schule nel quartiere berlinese di Charlottenburg-Wilmersdorf. Il ponte e i binari del treno sono stati girati sulla ferrovia abbandonata Wannsee-Stahnsdorf  nella foresta di Düppeler vicino al lago Wannsee.

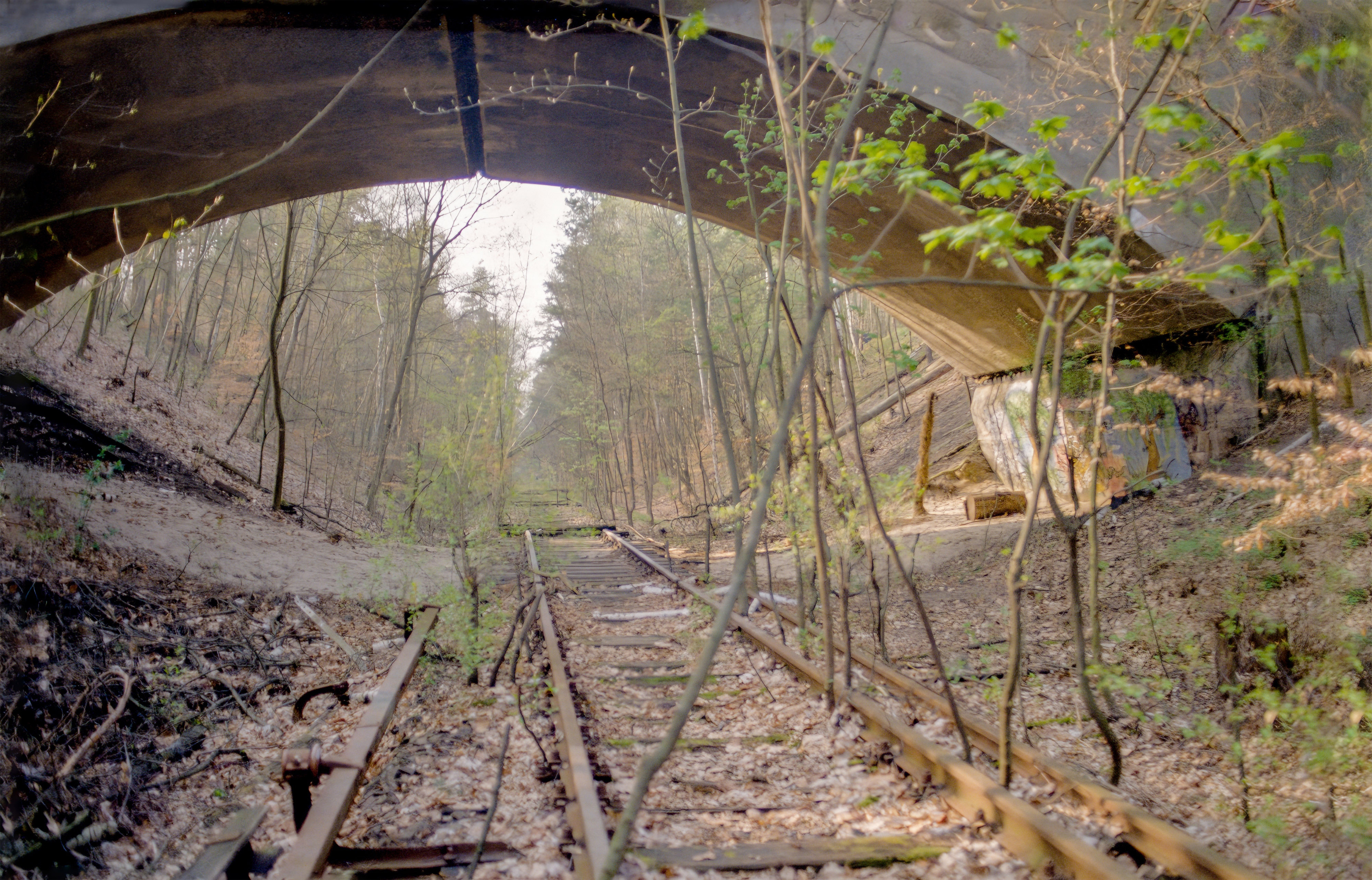
Resti della linea ferroviaria Berlino-Wannsee-Stahnsdorf vicino a Königsweg

La scena ricorrente della fermata dell'autobus e dell'incrocio a T è stata girata alla Fahrtechnik Akademie di Zossen. L'area di sosta con la roulotte di Benni si trova allo Zollamt Berlin-Dreilinden.  Le riprese esterne dell'ospedale sono state girate nella vecchia sezione della Lungenklinik Heckeshorn a Wannsee. Le scene ambientate in biblioteca sono state girate all'Università di Scienze Applicate per la Finanza a Königs Wusterhausen e alla Biblioteca di Stato di Berlino.
Per il mondo di Eva, mostrato nella terza stagione, tutti i set erano specchiati per identificarlo come un mondo parallelo a quello di Adam. Molti tratti dei personaggi, come la divisione della testa di Jonas o la cicatrice sul viso di Marta, erano anch'essi specchiati mentre si muovevano tra i due mondi.

## Colonna sonora
La canzone del titolo della serie è di Apparat (in collaborazione con Soap&Skin ) e si intitola Goodbye. La colonna sonora originale di Dark è stata composta e prodotta dall'australiano Ben Frost e combina stili dei generi dark ambient , minimal music e composizioni classiche. Si è ispirato a brani di Morton Feldman , Brian Eno e Harold Budd. Per ogni stagione è stato pubblicato un album della colonna sonora di circa 45 minuti.  Inoltre, in ogni episodio si possono ascoltare canzoni di altri artisti, che sono spesso del periodo in cui sono ambientate le rispettive scene.

## Accoglienza
La serie è stata accolta positivamente dalla critica specializzata. Su Rotten Tomatoes ha raggiunto un punteggio di gradimento del 94%, su Metacritic ha ottenuto un punteggio pari a 72/100. La serie è stata inoltre eletta “Migliore Serie Originale Netflix” dagli utenti di Rotten Tomatoes, battendo in finale Black Mirror con l'80% delle preferenze.